# Henrietta Ónodi

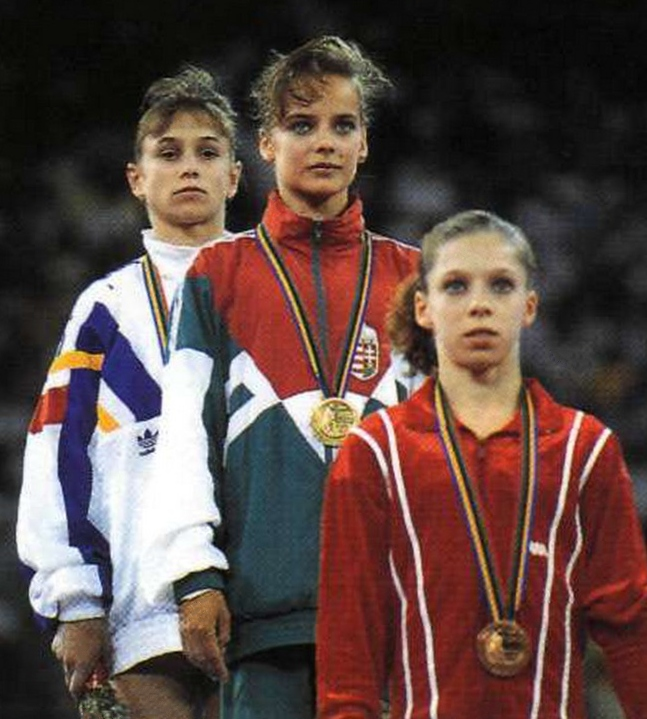
Henrietta Ónodi, en el centro, en el pódium donde obtuvo la medalla de oro en salto durante los Juegos Olímpicos de Barcelona. Junto a ella están Lavinia Miloşovici y Tatiana Lisenko.

Henrietta Ónodi (Békéscsaba, 22 de mayo de 1974) es una ex-gimnasta húngara. Se trata de la gimnasta húngara que ha obtenido más éxito a nivel internacional desde Ágnes Keleti.
Sus entrenadores fueron Mihály y Julia Unyatinszki y destacó en una época —finales de los años 80 y principios de los 90— en que la gimnasia artística femenina estaba dominada por la Unión Soviética, Rumanía, Estados Unidos y China. Se distinguió por sus ejercicios dinámicos en los que solía introducir elementos novedosos o poco usuales y a menudo de gran dificultad.
Ingresó en el salón de la fama internacional de gimnasia, evento en el que fue la segunda gimnasta húngara tras Ágnes Keleti.
El código de puntuación contiene un elemento de la barra de equilibrios que es conocido como el Onodi y consiste en un flic-flac con medio giro (180°).

## Campeonatos del mundo
Henrietta Ónodi participó en tres campeonatos del mundo:
Su primera gran competición a nivel internacional fue en el de Stuttgart, el año 1989, fue 19.ª en el concurso individual y 5.ª en la final de barra de equilibrios.
En 1991, en Indianápolis, consiguió la medalla de plata en salto de potro. No tuvo una buena clasificación en el concurso general, ya que fue 31.ª pero sin embargo entró en las cuatro finales por aparatos.
En 1992, en París, obtuvo la medalla de oro en salto de potro y la de plata en el ejercicio de suelo.

## Campeonatos de Europa
Henrietta Ónodi ha participado en dos ediciones del campeonato de Europa de gimnasia:
Durante el Campeonato Europeo de Gimnasia Artística de 1989, en Bruselas, obtuvo la medalla de oro en barras asimétricas y la de bronce en suelo empatada con Cristina Bontaş.
En Atenas, en 1990, obtuvo la medalla de bronce en el concurso completo, y otra medalla de bronce en la final de suelo.

## Juegos Olímpicos
En 1992 participó en los Juegos Olímpicos de Barcelona donde fue, junto con el resto del equipo húngaro, sexta en el concurso por equipos, junto con Andrea Molnar, Krisztina Molnár, Bernadett Balazs, Kinga Horvath e Ildiko Balog.
Fue octava en el concurso general individual y consiguió dos medallas a título individual: obtuvo la medalla de oro en salto de potro, empatada con la rumana Lavinia Milosovici y la medalla de plata en suelo, aparato en el que se destacaba un elemento que solo realizaba ella llamado triple giro.
Tras haber estado un tiempo sin competir, regresó a la competición y en los Juegos Olímpicos de Atlanta de 1996 formó parte de las integrantes del equipo de Hungría que obtuvo el noveno puesto en la clasificación por equipos, junto a Ildiko Balog, Andrea, Molnar, Adrien Nieste, Eszter Ovary, Adrienn Varga y Nikolett Krausz.
Poco después, en 1997, se retiró de la competición activa.